# Symplektit
Symplektit bzw. symplektitische Verwachsung bezeichnet in der Geologie die Mikrostruktur eines Gesteins, bei der zwei oder mehr Mineralphasen einander durchdringen, wobei eine davon meist ein lamellares oder wurmförmiges Aussehen annimmt.

## Entstehung

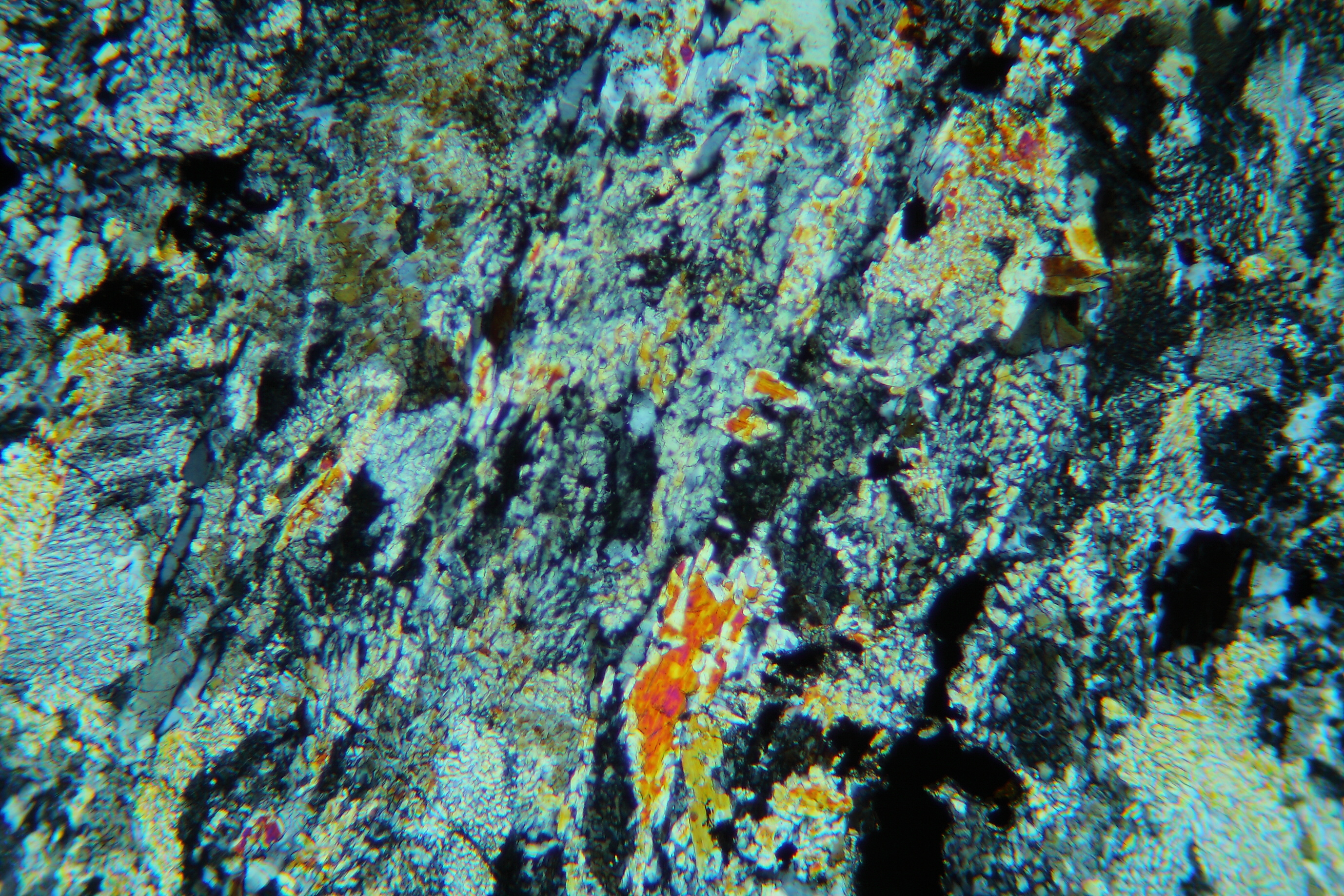
Symplektitische Verwachsungen von Amphibol und Plagioklas in retrograd metamorphosiertem Eklogit (Dünnschliff, XPL)

Symplektitische Strukturen können einerseits entstehen, wenn die physikalischen Bedingungen (Druck, Temperatur) in einem Gestein sich soweit ändern, dass der Stabilitätsbereich mindestens einer der darin vorhandenen Mineralphasen verlassen wird. Dies geschieht häufig etwa im Rahmen der retrograden Metamorphose. Das Ursprungsmineral kann dabei in Form von Relikten innerhalb des Symplektits teilweise erhalten bleiben. Alternativ können zwei benachbarte Mineralphasen im Gestein auch durch chemische Reaktion eine Kontaktzone ausbilden, in der die Reaktionsprodukte symplektitisch miteinander verwachsen sind.

## Beispiele

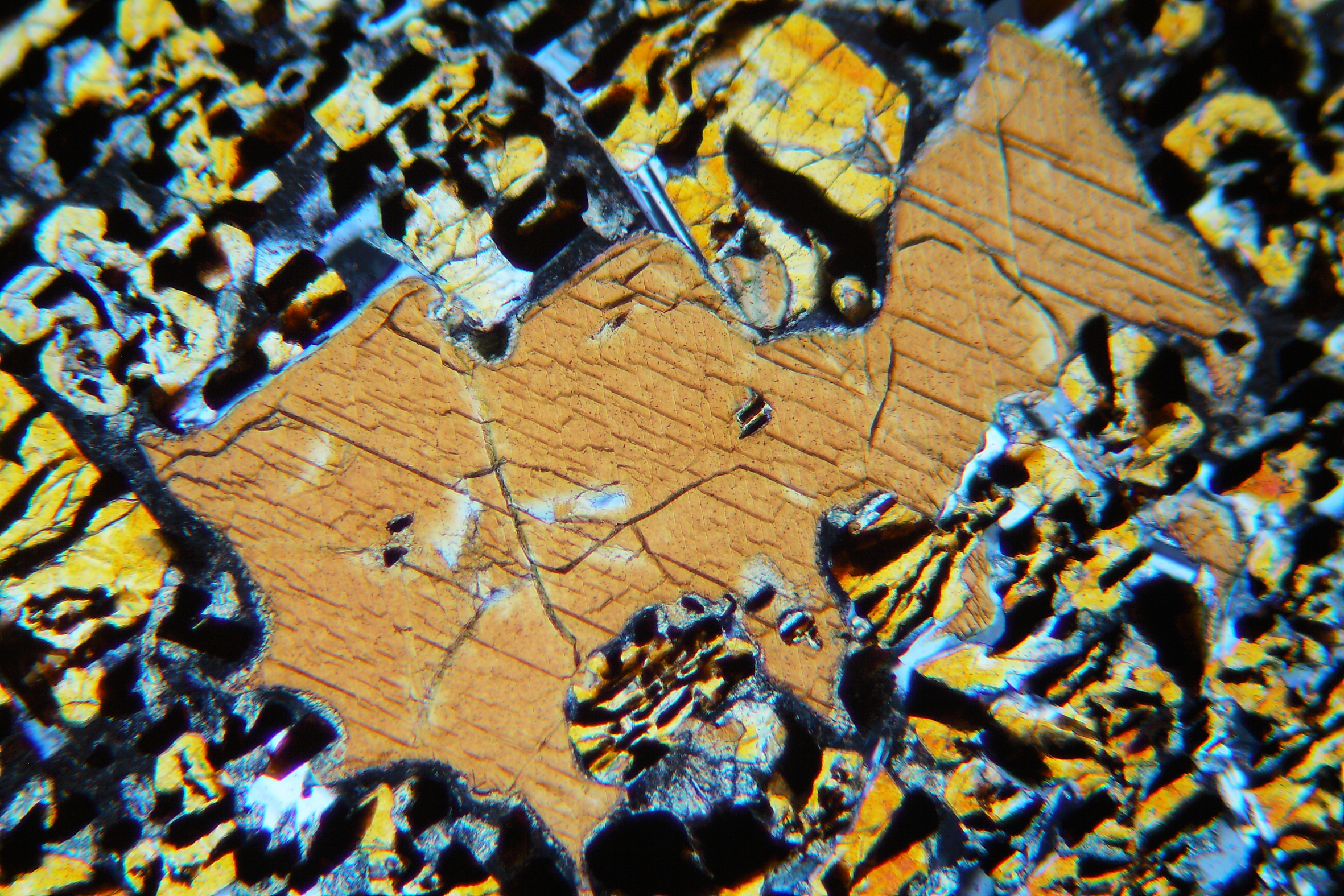
Reliktische Hornblende in Basalt, umgeben von Opacit, einer symplektitischen Verwachsung von Augit, Plagioklas, Rhönit und Magnetit

Bekannte Beispiele für symplektitische Verwachsungen sind:
- Wurmförmiger Quarz in Plagioklaskristallen von Graniten oder Gneisen: Myrmekit
- Koronaartige Verwachsungen von Amphibol, Pyroxen, Plagioklas und Spinell um Kristalle von Granat: Kelyphit
- Verwachsungen von Augit, Plagioklas, Rhönit und Magnetit in ehemaligen Hornblende- oder Biotitkristallen basaltischer Magmen: Opacit
- Retrograde Metamorphose von Eklogit (Druckentlastung bei hoher Temperatur) führt zur Umwandlung des Minerals Omphacit in eine symplektititsche Verwachsung aus Pyroxen und Plagioklas, wobei sich die Pyroxene bei Fortschreiten des Prozesses ggf. noch weiter in Amphibole umwandeln können.